# Kesennuma
Kesennuma (jap. 気仙沼市, -shi) ist eine Stadt in der Präfektur Miyagi auf Honshū, der Hauptinsel von Japan.

## Geographie

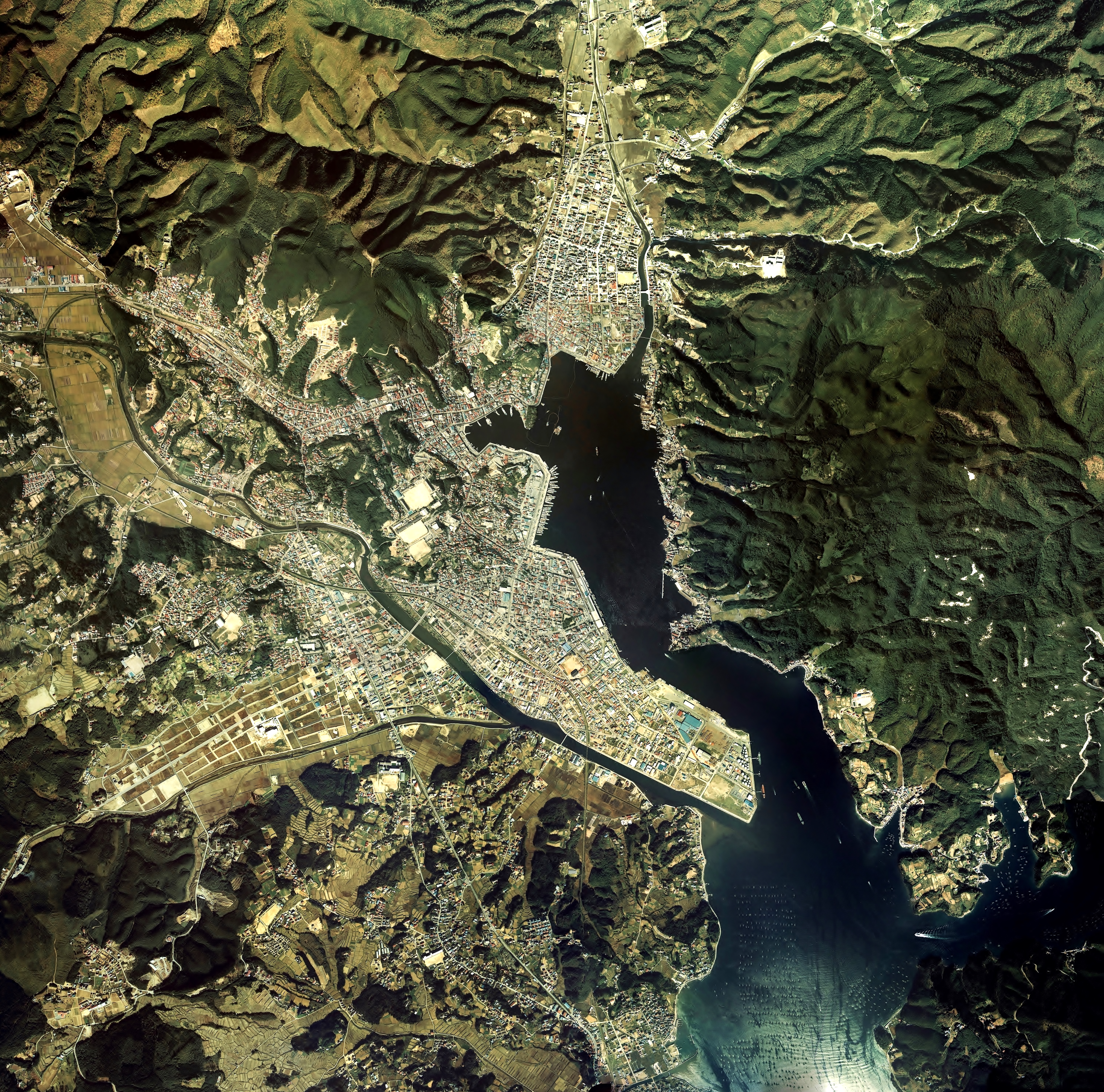
Stadtzentrum Kesennuma (aus 14 Luftaufnahmen von 1977 zusammengesetztes Luftbild in Farbe), erstellt vom MLIT

Kesennuma liegt nördlich von Sendai und südöstlich von Morioka am Pazifischen Ozean. Die Stadt liegt am innersten Ende der langgestreckten und 1 km breiten Bucht von Kesennuma, die in diesem Gebiet von der Ria-Küste gebildet wird und sich in ihrem südlichen Teil zur Pazifikküste öffnet. Die urban entwickelten Gebiete konzentrieren sich an der Westseite und am nördlichen Ende der Bucht. Der Eingang der Bucht von Kesennuma, die eine Gesamtfläche von 15,4 km² hat, ist 2,6 km breit. Die Bucht befindet sich in einer etwas durch die Insel Ōshima (大島) und die Landzunge im Osten (Karakuwa-Halbinsel/唐桑半島) vor dem Ozean geschützten Lage.
Die Ria-Geografie der Küste bietet zwar eine Fülle natürlicher Ressourcen, birgt aber auch ein Katastrophenrisiko für die Stadt. Die Küstenregion ist sowohl für Tsunamis als auch für Hochwasser anfällig. Seawalls schützen das Land vor den Meeresfluten, Pumpen entfernen Flutwasser und Flussdeiche regulieren den Strom der Flüsse.

## Geschichte
Die Stadt Kesennuma soll im 14. Jahrhundert gegründet worden sein, um dort bergmännisch gefördertes Gold aus dem Landesinneren zusammenzusammeln und es nach Sendai, Edo (heute Tokio) und Kyoto zu verschiffen. Die Stadt bestand in ihrer frühen Zeit aus zwei Gebieten, der Binnensiedlung (Furumachi) und dem inneren Hafengebiet (Naiwan), das am Ende einer langgezogenen Bucht des Pazifischen Ozeans liegt und vor Naturkatastrophen üblicher Art wie Taifun, schwerer Brandung und Sturm geschützt ist. Die Furumachi und das Naiwan waren etwa einen Kilometer voneinander entfernt und durch die in Ost-West-Richtung verlaufende Hauptstraße verbunden. Die frühen Siedler betrachteten das Hafengebiet entsprechend nicht als Wohn-, sondern als Arbeitsstätte.
In der modernen Zeit wurde das vorher nur als Arbeitsstätte dienende Hafengebiet für die Fischerei und die Nahrungsmittelindustrie kulturfähig gemacht und entwickelt. Es wurde bald mit Läden, Büros, Fabriken, Gaststätten und Häusern bebaut. Die Stadt florierte und es entwickelte sich auch die Reiswein-Brauereiindustrie an der nördlichen Hangseite (namentlich die Kakuboshi-Brauerei und die Otokomaya-Brauerei), die bald Hauptsitz und Ladengeschäft an der Nairan-Hauptstraße errichteten.
Das Hafengebiet Naiwan wurde zweimal durch unbeabsichtigt und nicht naturkatastrophenbedingt entstandene Brände in den Jahren 1916 und 1929 vollständig zerstört. Die Bevölkerung konnte die Stadt und die Industrie unter Anstrengungen wieder aufbauen und zu neuer Blüte bringen. Nach dem Brand von 1929 führten die Menschen eine feuerfeste Konstruktion ein, indem sie die Holzkonstruktion der Häuser mit einer verstärkten Mörtelwand bedeckten. Während einige dabei einfach das vorherige Holzbau-Erscheinungsbild beibehielten, führten andere Mauerwerk oder ein dem Stahlbeton ähnelndes Design ein.
In den 1970er Jahren entwickelte sich die Stadt zu einem der fünf größten Fischereistützpunkte Japans.
Am 1. Oktober 2009 wurde Motoyoshi aus dem Motoyoshi-gun eingemeindet.
Vor der Katastrophe von 2011 war Kesennuma eine der bedeutendsten Städte an der Sanriku-Küste mit 75.000 Einwohnern. Zu ihren wichtigsten Industrien gehörten die Fischerei, die Verarbeitung von Meeresprodukten und der Schiffbau. Kesennuma war vor dem Tsunami von 2011 ein florierender Handelsfischerhafen und Zentrum des japanischen Haiflossenhandels. Durch den Tsunami verlor die Stadt ihren historisch bebauten Ortsteil.

## Erdbeben- und Tsunamikatastrophen

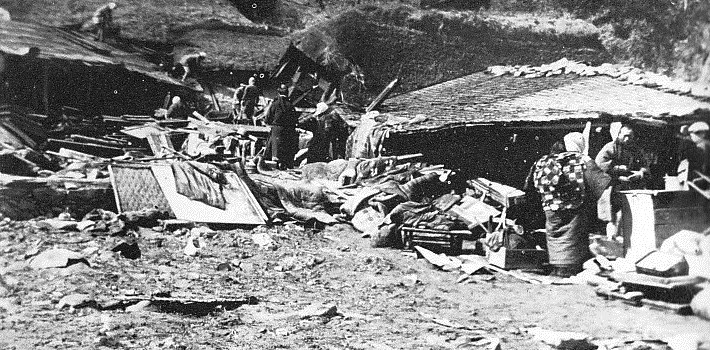
Schäden des Shōwa-Sanriku-Erdbeben 1933 in Karakuwa

Die Sanriku-Küste war in den letzten beiden Jahrhunderten von mehreren Tsunamis betroffen: dem Meiji-Sanriku-Tsunami 1896, dem Shōwa-Sanriku  -Tsunami 1933 und dem Tōhoku-Tsunami 2011.
| Katastrophenereignis | Völlig zerstörte Häuser | Zahl der Todesopfer | Quelle |
| --- | ----------------------- | ------------------- | ------ |
| Meiji 1896 (Erdbeben und Tsunami) | 486                     | 1887                | [ 6 ]  |
| Shōwa 1933 (Erdbeben und Tsunami) | 407                     | 79                  | [ 6 ]  |
| Tōhoku 2011 (Erdbeben und Tsunami) | 8533                    | 1325                | [ 6 ]  |
| Anmerkung: Die Zahl der Todesopfer für die Tōhoku-Katastrophe 2011 errechnet sich aus den Gesamtzahlen der Toten und Vermissten des 153. FDMA-Schadensberichts vom 8. März 2016 abzüglich der Zahlenangaben katastrophenbedingter Todesfälle, die von der Wiederaufbaubehörde (Reconstruction Agency, RA) ermittelt wurden. |                         |                     |        |

### Tōhoku-Katastrophe 2011
Das Tōhoku-Erdbeben vom 11. März 2011 wurde im zentralen Teil von Kesennuma mit Stufe 6 der japanischen seismischen Intensitäts-Skala registriert und erreichte im Motoyoshi-Gebiet im südlichen Teil der Stadt Stufe 5.

#### Ausmaß der Überflutung und Schäden
Der Tsunami strömte in Kesennuma in nördlicher Richtung die Bucht hinauf, erreichte den Hafen als schnell fließende Steigtide und überflutete Hafendämme und Flussbefestigungen. Zu erheblichen Schäden kam es entlang des westlichen Ufers der Bucht von Kesennuma (links, also östlich des Flusses Ōkawa/大川) und im nördlichen Bereich der Stadt am inneren Ende der Bucht. Etwa ein Drittel der Fläche wurde überflutet. Im Motoyoshi-Distrikt erreichte die Tsunami-Überflutung eine Höhe von 19,3 m. Der Tsunami überflutete die Distrikte Naiwan, Shishiori und Minami-Kesennuma. Der Tsunami erreichte Naiwan mit einer Höhe von 5 bis 6 m und führte dabei schwimmende Objekte mit sich wie Stahlschiffe und Bauhölzer. Zwar konnten Beton- und Stahlgebäude in Naiwan dem Tsunami standhalten, doch erlitten Fahrzeuge und Maschinen im Salzwasser Totalschäden und Holzgebäude wurden vom Tsunami fortgespült und zerstört. Dagegen hielten nur wenige, die alle 2001 vom Bunka-chō als national gelistetes Erbe anerkannt worden waren, stand, wenn auch in schlechtem Zustand. Während die gemessenen Überflutungshöhen des Tsunamis an vielen Stellen außerhalb der Bucht von Kesennuma mehr als 10 m betrugen, lagen sie innerhalb der Bucht von Kesennuma allgemein unter 10 m. Um den Hafen von Kesennuma gemessene Überflutungshöhen lagen bei 7,79 und 11,84 m. Am inneren Ende der Bucht wurden etwa 500 m landeinwärts Überflutungshöhen von 7–8 m gemessen.
Die Stadt Kesennuma wurde schwer von einem Brand betroffen, der offenbar am Ölterminal im Süden der Stadt begonnen hatte und sich weitläufig über Treibgut ausbreitete. Die durch das Erdbeben und den nachfolgenden Tsunami ausgelösten Feuerbrünste ergriffen weite Teile der Stadt. So explodierten im Dorf Shishiori beschädigte Öltanks und verursachten dort große Brände. Die massiven Brände in der Bucht von Kesennuma gelten als typisches Beispiel für Tsunami-induzierte Brände, die von zerstörten Öltanks ausgingen. Aus diesen vom Tsunami zerstörten Öltanks im Hafen von Kesennuma war Öl ausgetreten, das Brände verursachte, die sich mit den Tsunamifluten in weitere Stadtgebiete ausbreiteten.
In dem 15 km südlich vom Hafen von Kesennuma gelegenen Motoyoshicho-Nakajima (本吉町中島), wurden rund 300 m Küstenerosion beobachtet. In diesem Gebiet erstreckte sich das tiefliegende Land um die Flussmündung des Tsuya, weshalb hier ein ausgedehntes Gebiet überflutet wurde. Im erodierten Gebiet wurden Tsunami-Überflutungshöhen von 9,23 und 10,88 m gemessen.
Im nördlichen Teil der Stadt Kesennuma verhinderte die Überflutung in Verbindung mit 0,74 m tiefen co-seismischen Bodensenkungen den Zugang zur Küste.
Viele der großen Verpackungsbetriebe in der Umgebung des Hafens erlitten Schäden durch Bodenverflüssigung. Dutzende von Booten wurden von ihren Liegeplätzen gerissen und in das Landesinnere der Stadt fortgespült oder versanken in der Bucht. Große Boote wurden auf das Land gespült. Die vielen großen und kleinen Fischereifahrzeuge, die der Tsunami im Hafen von Kesennuma mit sich riss und die landeinwärts gestrandet zurückblieben, trugen zu den Schäden an Häusern und anderen Bauwerken verschärfend bei. Auch Schlamm, der an einigen Stellen eine Mächtigkeit von rund 10 cm oder mehr erreichte, wurde aus dem Meer getragen und landeinwärts abgelagert, wodurch die Hilfsmaßnahmen behindert wurden.
10.000 Menschen mussten in Notunterkünfte evakuiert werden. Die Zahl der völlig zerstörten Wohngebäude wird mit 8483 beziffert.
Das 60 Meter lange, mit Ringwaden ausgestattete Fischereischiff Kyotoku-maru No. 18 (第18共徳丸) mit einer Gesamttonnage von 330 Tonnen und einem Bruttogewicht von 500 bis 800 Tonnen, das dem Fischereiunternehmen Gisuke Gyogo aus der Präfektur Fukushima gehörte und sich zur Zeit der Katastrophe in einem Hafen zur turnusmäßigen Überprüfung befand, wurde durch den Tsunami 750 Meter vom Hafen entfernt in die Stadt Kesennuma getrieben und strandete vor der bereits zusammengestürzten Station Shishiori-Karakuwa der JR East-Ōfunato-Linie an der Kreuzung der Präfekturstraßen 210 und 34 im Shishiori-Bezirk von Nakaminato-cho. Es wurde zu einem Symbol des Tsunamis. Es war zu groß und schwer zum Abtransport. 2013 wurde entgegen bestehender Pläne der Stadt Kesennuma, das Boot als Denkmal im Gedenkpark zu erhalten, mit der Mehrheit der Stimmen der Stadtbevölkerung seine Verschrottung beschlossen, die von September bis Ende Oktober 2013 durchgeführt wurde.
Im Gebäude der Kesennuma Koyo High School in Hajikamisemukai reichte der Tsunami bis in das vierte Geschoss und hinterließ Schäden und mitgerissene Objekte. Am 11. Mai 2015 entschied die Stadt Kesennuma, das Schulgebäude zu erhalten. Nur das südliche Schulgebäude, in dessen dritten Geschoss sich weiterhin ein vom Tsunami hineingetragener  PKW befindet, soll in seinem Zustand belassen werden. Das Schulgebäude soll zum Betreten für die Öffentlichkeit geöffnet sein, um zukünftigen Generationen die Höhe des Tsunamis zu veranschaulichen. Auf dem gleichen Grundstück in Hajikamisemukai soll eine neu erbaute Touristeneinrichtung Dokumente zum Tōhoku-Erdbeben und -Tsunami zeigen.

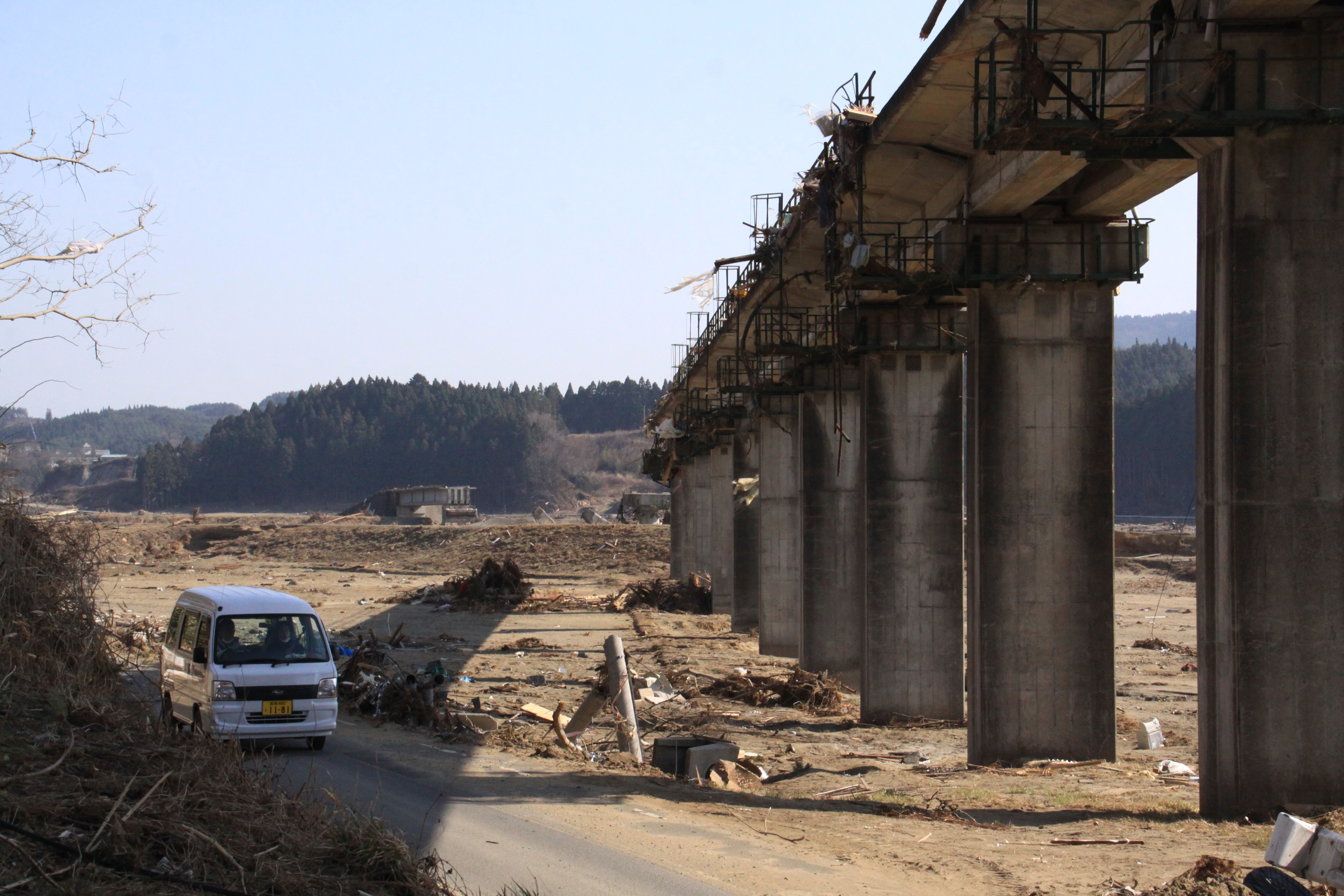
Die vom Tsunami überflutete und beschädigte Tsuyagawa-Brücke brach zusammen. (Foto: 13. April 2011)

Die 1974 errichtete Tsuyagawa-Brücke, über die die Kesennuma-Linie der JR East verlief, wurde vom Tsunami mit einer Geschwindigkeit von 6,7 m/s und einer Überflutungshöhe zum Zeitpunkt der höchsten Geschwindigkeit von rund 13 Metern überspült. Die erste landwärts gerichtete Welle des Tsunamis beschädigte die Brücke schwer. Die Tsunamischäden führten zum Zusammensturz der Brücke.
Zum Zeitpunkt des Erdbebens fuhr ein aus zwei Wagen bestehender Zug der von JR East betriebenen Kesennuma-Linie mit Fahrtziel Kogota zwischen den Stationen Matsuiwa und Saichi und machte einen Nothalt. Der Zugführer erhielt daraufhin den Tsunami-Alarm, ließ die Passagiere aussteigen und begann noch rechtzeitig mit der erfolgreichen Evakuierung von Passagieren und Zugpersonal in die etwa 1 km landeinwärts gelegene Junior High School. Der Zug wurde durch den Tsunami vom Gleis gehoben und rund 60 m fortgerissen.

#### Opfer
Die Brand- und Katastrophenschutzbehörde (FDMA) meldete in ihrem Schadensbericht vom 19. Mai 930 Tote und 604 Vermisste. Die Zahl der Toten erhöhte sich in der späteren Schadenserfassung auf 1217, während noch 215 Menschen vermisst blieben.
Gemessen an der Gesamtbevölkerung Kesennumas, die bei der Volkszählung von 2010 mit 73.489 angegeben worden war, betrug die Opferrate durch die Katastrophe von 2011 1,9 %, wenn alle in dem 157. FDMA-Schadensbericht vom 7. März 2018 registrierten Toten und Vermissten berücksichtigt werden beziehungsweise 1,80 %, wenn die in dem 153. FDMA-Schadensbericht vom 8. März 2016 registrierten Opfer (1.214 Tote und 220 Vermisste) abzüglich der von der Wiederaufbaubehörde (Reconstruction Agency, RA) gemeldeten katastrophenbedingten Todesfälle berücksichtigt werden, wodurch sich eine Zahl von 1.325 Toten und Vermissten ergibt. Mit der gleichen Datengrundlage, aber allein auf das Überflutungsgebiet des Tsunamis in Kesennuma bezogen, das eine Fläche von 18 km2 umfasste, ergab sich eine Opferquote von 3,29 %, nach anderen Berechnungen 3,5 %. 40.331 Menschen und damit 55 % der Gesamtbevölkerung der Stadt Kesennuma (wenn man mit Stand von 2010 von 73.494 Einwohnern ausgeht) hatten ihren Wohnsitz in dem am 11. März 2011 vom Tsunami überfluteten Gebiet gehabt.
Trotz der hohen absoluten Anzahl von Todesopfern in Kesennuma blieb die Sterblichkeitsrate der Bevölkerung in der überfluteten Zone damit relativ niedrig.
| Gebiet in Kesennuma | Todesopfer | Todesopfer | Einwohner | Tsunami                   | Tsunami             | Entfernung zur nächsten Evakuierungsstätte [m] |
| Gebiet in Kesennuma | Rate [%]   | Anzahl     | Einwohner | Max. Überflutungshöhe [m] | Ankunftszeit [min.] | Entfernung zur nächsten Evakuierungsstätte [m] |
| --- | ---------- | ---------- | --------- | ------------------------- | ------------------- | ---------------------------------------------- |
| Matsuzaki | 1,47       | 107        | 7.258     | 5,24                      | 55                  | 505                                            |
| Hajikami | 6,90       | 95         | 1.377     | 17,63                     | 40                  | 647                                            |
| Motoyoshi | 0,80       | 87         | 10.855    | 18,36                     | 39                  | 180                                            |
| Karakuwa | 1,06       | 79         | 7.420     | 15,39                     | 38                  | 381                                            |
| Nainowaki | 5,91       | 71         | 1.201     | 5,20                      | 55                  | 585                                            |
| Saiwaicho | 4,84       | 42         | 867       | 4,20                      | 55                  | 217                                            |
| Akaiwa | 0,69       | 30         | 4.371     | 0,66                      | 55                  | 564                                            |
| Nango | 1,73       | 22         | 1.271     | 4,11                      | 55                  | 704                                            |
| Nakaminato | 3,58       | 21         | 586       | 5,57                      | 55                  | 721                                            |
| Nagaiso | 0,84       | 21         | 2.498     | 1,24                      | 41                  | 242                                            |
| Higashiminato | 5,51       | 21         | 381       | 5,37                      | 55                  | 478                                            |
| Kawaguchi | 5,19       | 20         | 385       | 7,12                      | 55                  | 1.193                                          |
| Saichi | 2,37       | 19         | 802       | 3,99                      | 42                  | 778                                            |
| Iwatsuki | 0,57       | 18         | 3.159     | 0,22                      | 44                  | 730                                            |
| Shinhama | 3,12       | 17         | 545       | 5,64                      | 55                  | 910                                            |
| Nishikicho | 3,74       | 15         | 401       | 5,65                      | 55                  | 849                                            |
| Hamamachi | 10,48      | 13         | 124       | 7,05                      | 55                  | 1.131                                          |
| Sakanamachi | 3,00       | 12         | 400       | 5,27                      | 55                  | 715                                            |
| Higashihachimanmae | 1,24       | 10         | 808       | 1,77                      | 55                  | 436                                            |
| Oura | 2,68       | 8          | 299       | 5,13                      | 55                  | 545                                            |
| Nakasai | 0,66       | 6          | 914       | 1,63                      | 55                  | 404                                            |
| Sakae-cho | 0,45       | 7          | 1.555     | 4,21                      | 55                  | 407                                            |
| Tanakamae | 2,39       | 6          | 251       | 4,55                      | 55                  | 1.113                                          |
| Minato | 4,85       | 5          | 103       | 4,68                      | 55                  | 673                                            |
| Minami-Kesennuma | 0,83       | 5          | 603       | 4,67                      | 55                  | 121                                            |
| Ota | 0,91       | 4          | 439       | 3,90                      | 55                  | 628                                            |
| Ninohama | 2,41       | 4          | 166       | 5,67                      | 55                  | 364                                            |
| Hongo | 0,68       | 4          | 591       | 1,94                      | 55                  | 462                                            |
| Uranohama | 1,43       | 3          | 210       | 7,31                      | 44                  | 618                                            |
| Asane | 0,39       | 2          | 511       | 2,90                      | 41                  | 274                                            |
| Taya | 0,20       | 1          | 502       | 1,08                      | 55                  | 279                                            |
| Yoka | 0,52       | 1          | 193       | 2,35                      | 55                  | 285                                            |
| Namiita | 8,48       | 14         | 165       | 5,11                      | 55                  | 843                                            |
| Quelle: Gesamtbevölkerung laut Statistics Bureau (統計局) und Director-General for Policy Planning (政策統括官), Volkszählung 2010; Todesopfer laut Brand- und Katastrophenschutzbehörde (消防庁 = Fire and Disaster Management Agency, FDMA); Maximale Überflutungshöhe und Ankunftszeit des Tsunamis laut The 2011 Tohoku Earthquake and Tsunami Joint Survey Group; Entfernung zur nächsten Evakuierungsstätte vom Wohnort laut den Evakuierungsstättendaten der Cabinet Secretariat Civil Protection Portal Site (https://www.kokuminhogo.go.jp/en/pc-index_e.html) des Kabinettssekretariat (内閣官房) und den Luftaufnahmen und Karten der Geospatial Information Authority of Japan (GSI) vom Tsunami Damage Mapping Team, Association of Japanese Geographers. |            |            |           |                           |                     |                                                |

#### Evakuierung
In Kesennuma waren 1982 12 Gebäude von der Stadtverwaltung für die vertikale Evakuierung ausgewiesen und dem später drei weitere zugefügt worden. Diese Gebäude dienten am 11. März 2011 zusammen 2.326 Menschen als Zufluchtsort. Zu ihnen zählten ein direkt an der Küstenlinie gelegenes Bürogebäude am inneren Hafen (nicht für die Evakuierung genutzt, keine Gerettete), Die Yoyoi-Nahrungsmittel-Fabrik (400 Gerettete, Überflutungshöhe etwa 8 m), ein Schuhgeschäft (5 Gerettete), ein Altenwohlfahrtszentrum (80, in den oberen Geschossen Gerettete, Überflutungshöhe etwa 8 m), der Touristenpier und Fischmarkt (1.000 Gerettete auf dem großen offenen Fahrzeug-Parkdeck über dem Fischhafen fast an der Hafenkante, das offene Stahlgerüst ermöglichte dem Tsunami, das erste Geschoss zu durchfließen), das 2004 erbaute Gebäude der Präfekturbüros (200 Gerettete, Überflutungshöhe etwa 8 m), das dem vorgenannten Gebäude benachbarte Büro der Nationalregierung (120 Gerettete, die beiden unteren Geschosse wurden überflutet), das Central Community Centre (気仙沼中央公民館, 450 Gerettete, die aus Gebäuden in der Nähe evakuiert waren) und das Büro der Tageszeitung Kahoku (71 Gerettete, Überflutung mindestens bis zur Decke des ersten Geschosses). Bis auf das Parkdeck über dem Fischmarkt, dessen Funktionalität für die vertikale Evakuierung im Entwurf berücksichtigt worden war, stimmten alle diese Gebäude mit den 2005 für Evakuierungsgebäude getroffenen Richtlinien überein. Einige dieser Evakuierungsbäude wurden vom Tsunami fast überflutet. Da Ebbe herrschte, als der Tsunami Kesennuma erreichte, wird davon ausgegangen, dass diese vertikalen Evakuierungsgebäude bereits bei einem um 1 m höheren Tidestand zum Zeitpunkt der Tsunamiankunft überflutet worden wären. Die Feuerwehr folgerte daraus, dass für die vertikale Evakuierung ausgewiesene Gebäude künftig mindestens 5 Geschosse besitzen müssten.
Einige Evakuierungszentren entgingen nur knapp den schweren Bränden in Kesennuma, wo nach dem Austreten von 51.000 Litern Öl aus beschädigten Öltanks viele Gebäude in Brand geraten waren.
Die Evakuierung war in Kesennuma (wie auch in Natori) offenbar dadurch beeinträchtigt, dass beim Erdbeben in Chile 2010 eine Große Tsunami-Warnung ausgegeben worden war, die sich dann aber mit Tsunamihöhen von 0,5–0,6 m in Kesennuma und 0,5 m in Natori als falsch herausgestellt hatte. Dies hatte möglicherweise dazu geführt, dass die Bevölkerung die Gefahr unterschätzte und am 11. März 2011 nachlässig reagierte, als tatsächlich einer Großen Tsunami-Warnung entsprechende Wellenhöhen ihre Stadt erreichten.

Galerie: Verwüstungen in Kesennuma nach dem Erdbeben und Tsunami vom 11. März 2011:
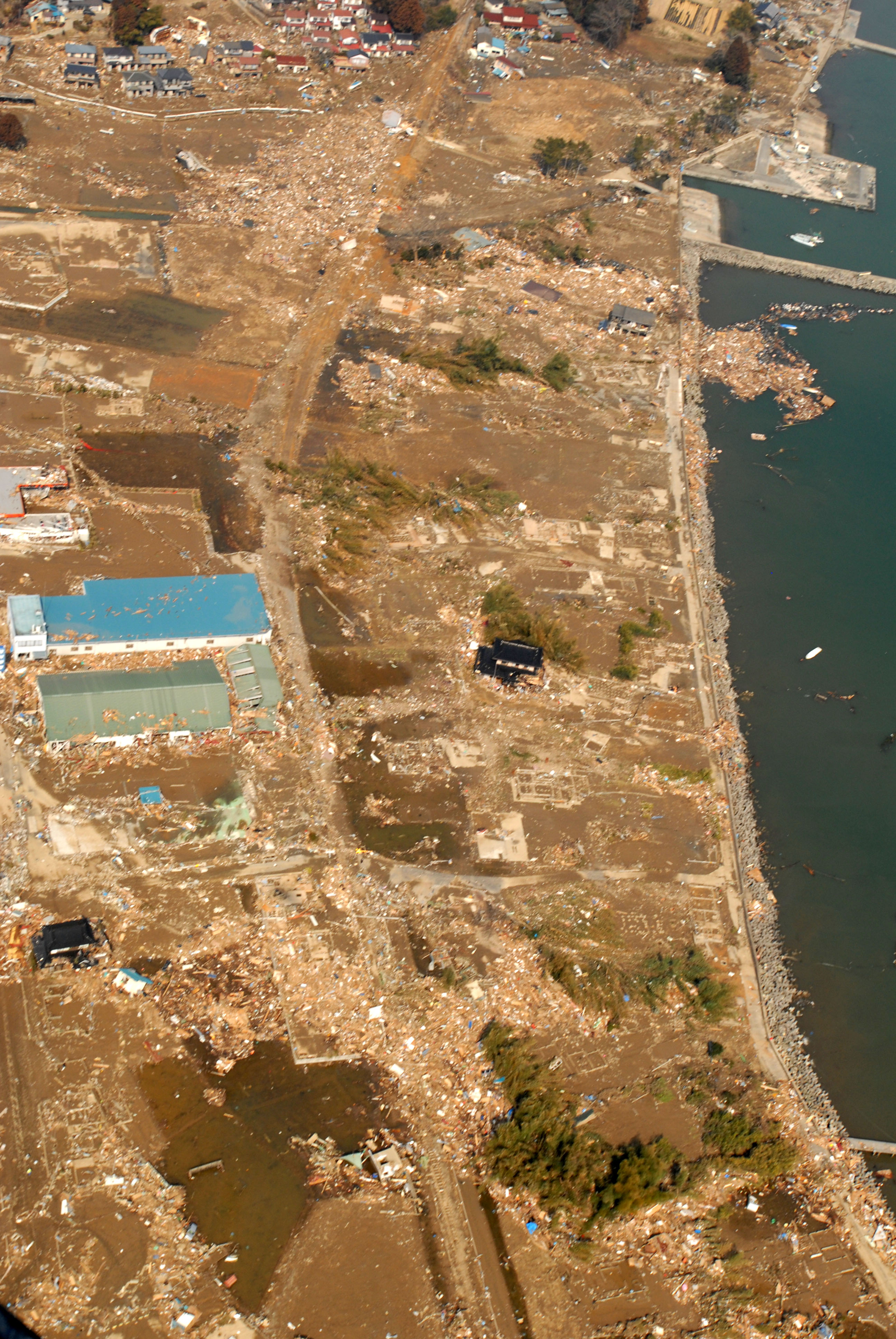
Luftbild vom Fischerei-Hafen Kawahara (13. März 2011)
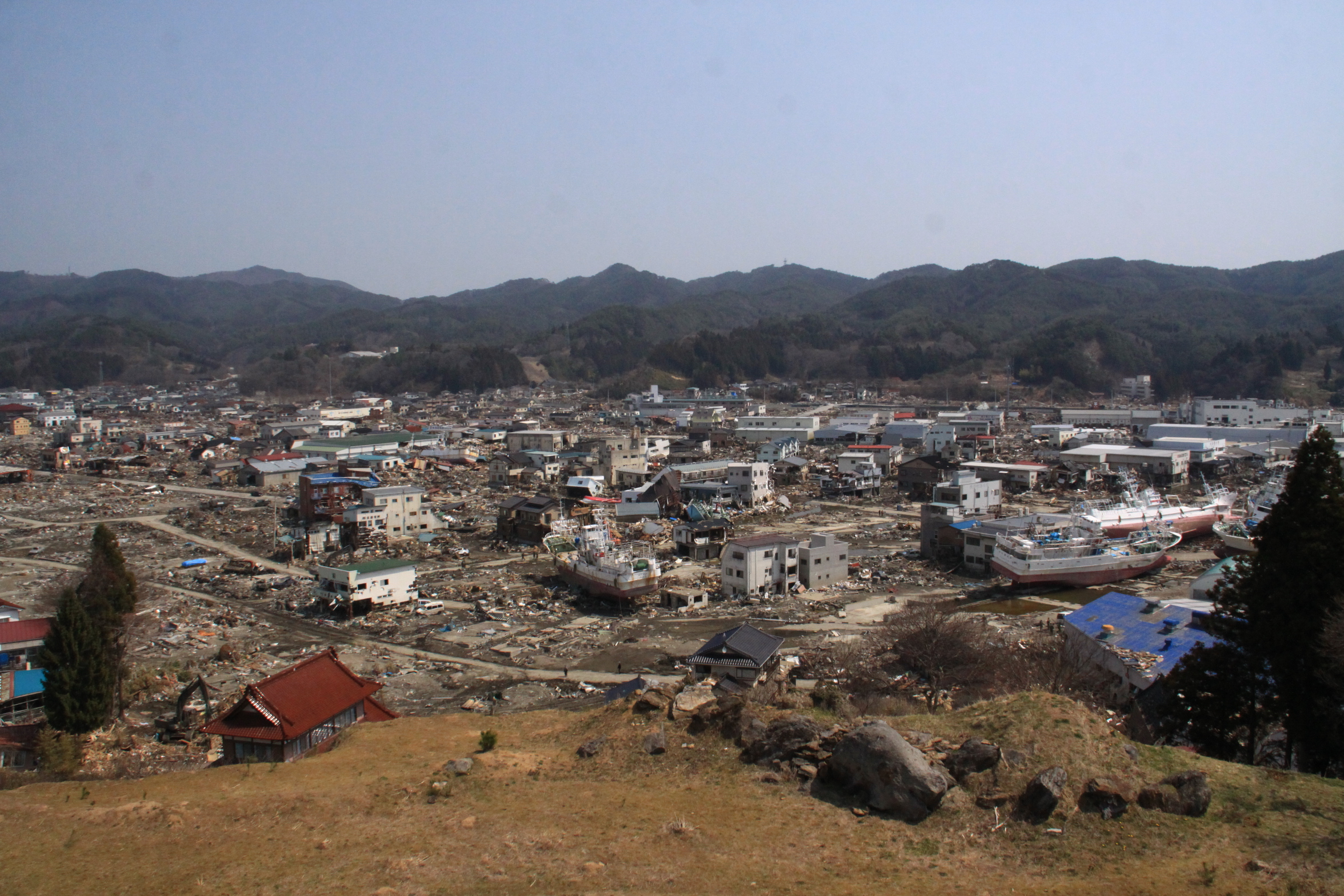
Große Fischerboote sind in die Stadt gespült worden (Foto: 13. April 2011)
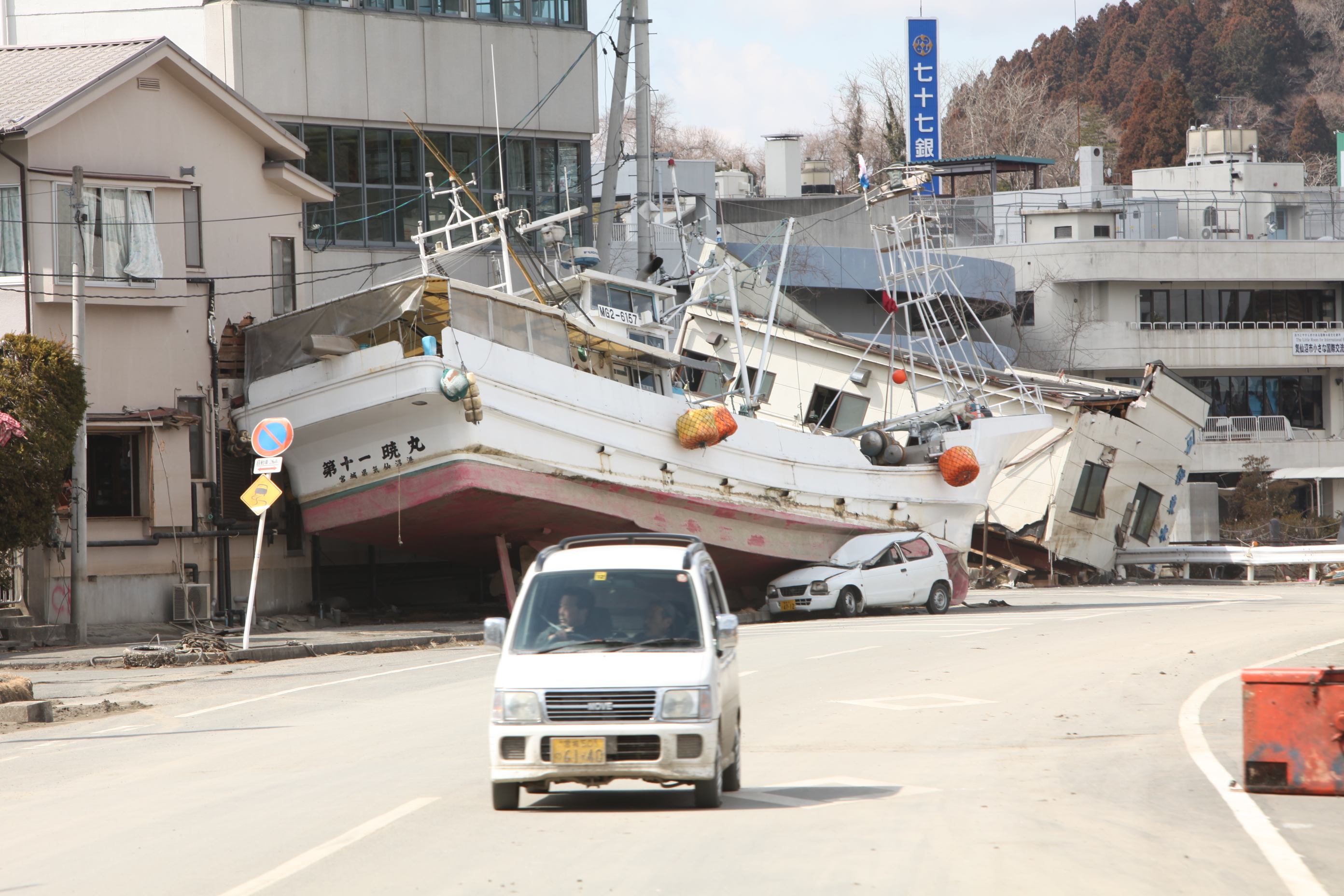
Angestrandetes Boot vor zerstörtem Haus (23. März 2011)
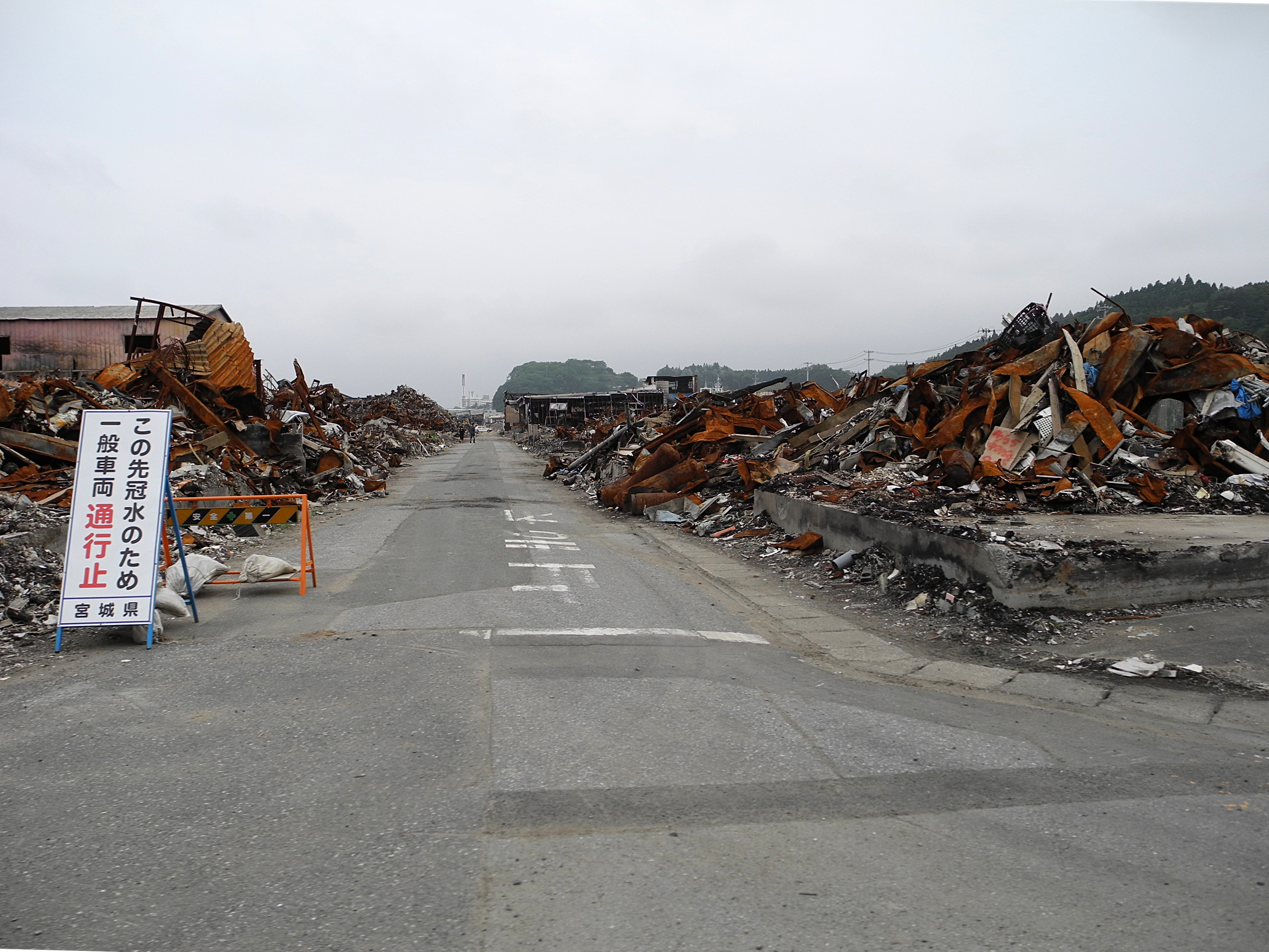
Trümmer in einem von Bränden heimgesuchten Gebiet (Foto: 12. Juni 2011)

#### Wiederaufbau
Ein halbes Jahr nach der Katastrophe bildete die Stadt einen Katastrophen-Wiederaufbau-Rat Kesennuma aus Mitgliedern des Stadtplanungsrats und Experten aus Kesennuma, die Vorbereitungen für einen Wiederaufbauplan getroffen hatten. Zur gleichen Zeit wurde ein Einwohnerausschuss für Wiederaufbau gegründet, um Eingaben aus der Bevölkerung aufzunehmen und in den Wiederaufbauplan einzubringen.
Auch zwei Jahre nach dem Tag des Tsunami von 2011 waren der Wiederaufbau und die Entwicklung der administrativen und wirtschaftlichen Bedingungen in Kesennuma noch immer Zukunftsaufgaben. 2014 wurden verschiedene Bauwerke wie der neue Pier für die Hochseefischerei fertiggestellt. Die Erholung von Stadt und Hafen schritten langsam voran. Die meisten Einwohner aus allein stehenden Familienhäusern hatten ihre Häuser auf nahe und höher gelegenem Land wieder aufgebaut oder sich für öffentliche Eigentumswohnungen eingetragen. Die tief gelegenen Gebiete im Stadtzentrum waren vor allem für die industrielle und gewerbliche Nutzung oder als Standort für Parkanlagen saniert und angehoben worden. Der Wiederaufbau fern vom Stadtzentrum geriet in Verzug, da zum einen Ressourcen und Kapazitäten begrenzt waren und zum anderen kein Konsens zum Wiederaufbau zwischen Bürgern und Stadt herrschte.
Da nur ein geringer Teil der Überlebenden an der Küste wieder in ihrem Distrikt siedeln wollten, designierte die Stadt etwa 44,5 ha an der Mündung des Flusses Omose als „Katastrophenrisikogebiet“. Der Fluss wurde als Grenze bestimmt zwischen nördlichen Gebiet, das zur Nutzung als Tiefland ausgewiesen wurde, und einem südlichen Gebiet, das als Grünbereich zur Katastrophen ausgewiesen wurde. Auch vier Jahre nach der Katastrophe gab es keine organisierten Tätigkeiten zur Stadtplanung in diesem Gebiet, an der die Bevölkerung geringes Siedlungsinteresse zeigte. Die Matsuiwa-Seite vom Fluss Omose ist eine niedrig gelegene Gegend, die vor der Katastrophe von 2011 hauptsächlich Wohngebiet gewesen war. Sie hatte durch den Tsunami von 2011 schweren Schaden genommen und wird auch häufig durch Regenfälle vom Landesinneren überschwemmt, weswegen vor der Katastrophe Gräben, Pumpstationen und Fluttore gegen die Überflutung vom Landesinneren eingesetzt worden waren. Während Industriegebiete vor der Katastrophe von 2011 vor allem auf der Omose-Seite des Bezirks angesiedelt waren, spielte der Wiederaufbauplan der Stadt mit der Absicht, auf der Matsuiwa-Seite Industriegelände zu verorten, ohne allerdings eine konkrete Strategie zur Anwerbung der Industrie zu entwickeln.
Im Küstenbereich und am Fluss Omose wurden Seawalls und Deiche mit dem Ziel errichtet, Schäden im Falle eines Tsunamis der Kategorie 1 zu verhindern. Die Deiche am Omose wurden bis 600 m stromaufwärts der Mündung errichtet. Der Seawall wurde mit einer Höhe von etwa 2 m über dem Meeresspiegel errichtet, doch ist seine Erhöhung bis auf eine Höhe zwischen 4.0 und 7,2 m bei einer Fundamentbreite von 20 bis 30 m geplant. Mit Stand von 2017 gab es Baufortschritte in einem breiten Bereich der Infrastruktur wie Seawalls, Präfekturstraßen, Sanriku-Straßen und Bus Rapid Transit (BRT), für die die Fundamente höher errichtet wurden.
Im Gegensatz zu anderen Küstenabschnitten wurde die neue 7,20 Meter hohe Flutschutzmauer inzwischen so gebaut, daß der neue Ort teilweise auf der Mauer steht, so daß die Mauer nicht sofort auffällt.

## Sehenswürdigkeiten
Als Besonderheit weist Kesennuma in Nähe zur Innenstadt eine hohe Diversität von historischen und kulturellen Stätten und Landschaften auf, zu denen die natürlichen Landschaften der Insel Ōshima, die Ökosysteme des Fischereihafens, des Mündungsgebiets und der stromaufwärts gelegenen Abschnitte des Flusses Omose und Industrien wie die Fischereiindustrie an der Küste, die Landwirtschaft entlang des Flusses und weiter landeinwärts die Forstwirtschaft gehören.
- Enunkan (das historische Haus wird von der Agency for Cultural Affairs (ACA) als Ausbildungsstätte für Personal genutzt, das mehr über Japanische Gärten lernen soll)[4]
- Hachinan jinja (Schrein)[4]
- Ozaki jinja (der Schrein ist Ort einer Gedenkstätte für das Überleben von 30 Menschen im Tsunami)[4]

## Verkehr
- Zug:
  - JR Kesennuma-Linie
  - JR Ōfunato-Linie
- Straße:
  - Nationalstraßen 45, 284

## Angrenzende Städte und Gemeinden

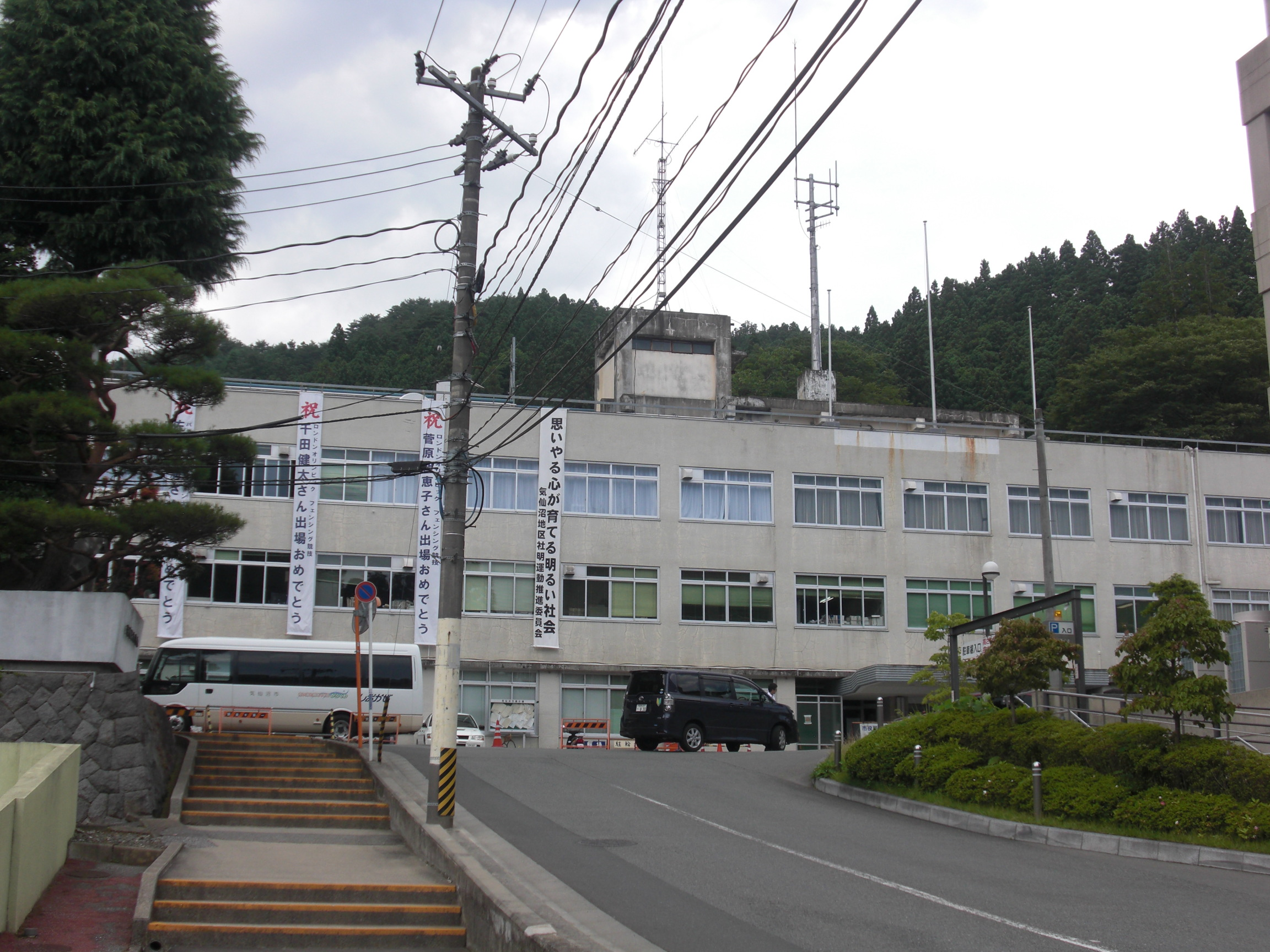
Hauptgebäude des Rathauses von Kesennuma in der Stadt Kesennuma, Präfektur Miyagi.

- Präfektur Miyagi
  - Motoyoshi
- Präfektur Iwate
  - Rikuzentakata
  - Ichinoseki